# J'ai lu
 (juillet 2021).
Si vous disposez d'ouvrages ou d'articles de référence ou si vous connaissez des sites web de qualité traitant du thème abordé ici, merci de compléter l'article en donnant les références utiles à sa vérifiabilité et en les liant à la section « Notes et références ».
J'ai lu est une maison d'édition généraliste française basée à Paris. Elle est créée en 1958 par Frédéric Ditis à la demande d'Henri Flammarion et est principalement destinée à l'édition de livres au format poche.
Sa ligne éditoriale est très variée : romans de littérature générale, de science-fiction, fantastique, fantasy, bande dessinée, roman policier, romance, de bien-être, ésotérisme et documents. Elle publie essentiellement en format poche, mais également en semi-poche ou grand format au travers de différentes collections telles que « LJ » et « Nouveaux Millénaires », initiées respectivement en 2018 et 2011, ou encore avec le cycle de La Tour sombre de Stephen King.
Depuis 2012, elle fait partie du groupe Madrigall.
Les livres de J’ai lu sont distribués dans les petites, moyennes et grandes librairies, les grandes surfaces spécialisées et alimentaires ainsi que sur Internet.

## Historique

### Création
Les Éditions J'ai lu voient le jour en 1958 sous l'impulsion d’Henri Flammarion et de Frédéric Ditis. Elles font partie des pionnières de l'édition poche. Le nouveau format à petit prix révolutionne les habitudes de lecture, d'autant plus que les Trente Glorieuses lui offrent un contexte économique très favorable.

### Débuts
D'abord diffusé dans les Prisunic de centre-ville, les Éditions J'ai lu font une entrée fracassante en librairie grâce à l’auteur Guy des Cars. La maison publie dès ses débuts des auteurs populaires et identifie rapidement l'appétence des lecteurs pour les genres encore en marge de la culture "officielle", comme la science-fiction, la spiritualité ou le roman féminin... puis elle se diversifie en créant à partir de 1962 les collections Leur aventure, L'Aventure aujourd'hui et  L'Aventure mystérieuse.

### Précurseur de la PLV
En 1967, les Éditions J'ai lu sont les premières à réaliser des campagnes publicitaires qui contribuent à l'augmentation des ventes de la maison. En 1970, un étrange « objet de présentation […] pouvant contenir de six à huit volumes » fait son apparition dans les points de vente : la Publicité sur le lieu de vente (PLV) livre vient de naître en librairie.

### Expansion
La collection d’ésotérisme « Aventure secrète » sera créée en 1994 de la fusion des deux collections « L'Aventure mystérieuse » et « New Age ». Dès 1970, la science-fiction fait son apparition avec la collection « J'ai lu SF ». En 1986, la bande dessinée paraît en format poche avec Binet, Franquin et Gotlib. En 1990, J'ai lu sort une collection d'ouvrages pratiques et illustrés intitulée « J'ai lu la vie ! », remplacée plus tard par la collection « Bien-être ». En 1994, La Métamorphose et Le Horla sont proposés à bas prix sous la marque Librio. En 1997, le label « Nouvelle Génération » permet l’émergence d’une nouvelle scène littéraire avec les voix de Virginie Despentes et Michel Houellebecq. En 2013, l’humour rencontre un grand succès avec La femme parfaite est une connasse d'Anne-Sophie et Marie-Aldine Girard avec plus de 2 millions de livres vendus. En 2017, les ventes du long-seller d’Eckhart Tolle paru le 1er septembre 2010, Le pouvoir du moment présent, atteint le million d’exemplaires[réf. nécessaire]. J’ai lu continue ensuite d’éditer ses auteurs emblématiques tels que Fred Vargas, Paulo Coelho, Michel Houellebecq, Robin Hobb, George R. R. Martin, Nora Roberts, Sylvia Day, John Gray, Gilles Legardinier, ou encore Anna Gavalda (plus de 6 300 000 exemplaires vendus toutes éditions confondues[réf. nécessaire]).
- Catalogue de 4 000 références
- 480 nouveautés par an
- Des auteurs de plus de 40 nationalités différentes
- Des livres vendus dans plus de 70 pays
- 82 collections depuis l’origine (données 2018)
- 15 000 titres publiés depuis la création (données 2018)
- Plus de 225 millions de volumes diffusés depuis la création (données 2018)

## Collections

### Littérature
Les premiers volumes de la collection au format poche, imprimés fin 1957, paraissent début 1958 avec une couverture décorée de compositions en quatre couleurs par le dessinateur Giovanni Benvenuti. Les premiers titres sont :
- N°1 - Le Petit Monde de Don Camillo, Giovanni Guareschi
- N°2 - Le Blé en herbe, Colette
- N°3 - Le Train de 8 h 47, Georges Courteline
- N°4 - Un Américain bien tranquille, Graham Greene
- N°5 - Confession de minuit, Georges Duhamel
- N°6/7 - Chiens perdus sans collier, Gilbert Cesbron
- N°8 - La Bataille, Claude Farrère
- N°9 - Cela s'appelle l'aurore, Emmanuel Roblès
- N°10 - La Neige en deuil, Henri Troyat

- « Nouvelle génération » : ancienne collection avec les auteurs Virginie Despentes et Michel Houellebecq.

#### Imaginaire
J’ai lu Imaginaire apparait officiellement dès 1970 et constitue tout d’abord la collection  « J’ai lu SF ». Cette collection se diversifiera ensuite en fantasy, fantastique et Young Adult, tout en continuant le genre de la science-fiction.
- « Nouveaux Millénaires » : label d’inédits grands formats créé en 2011.
- « Millénaires » : ancienne collection de 53 romans imaginaires au grand format (130 x 200)

### Histoire et aventures
- « Leur aventure », lancée en 1962 et consacrée à l'histoire, aux aventures vécues et faits de guerre, avant et pendant la Seconde Guerre mondiale.
- « L'Aventure aujourd'hui », parue dans les années 1960, collection consacrée à l'histoire contemporaine, aux récits vécus et aux enquêtes sur des faits de guerre, d'espionnage, d'ethnologie, et d'autres sujets, qui se sont essentiellement produits après la Seconde Guerre mondiale.

#### Bien-être etésotérisme
- « L’Aventure mystérieuse » ], publiée à partir de 1968 qui était consacrée à l'occultisme, l'ufologie, le fantastique, l'ésotérisme, les mystères de l'histoire, les phénomènes paranormaux, la parapsychologie, etc.
- « New Age »

Ces deux collections ont fusionné pour former la collection « Aventure secrète » en 1968.
- « J’ai lu la vie ! » : label pratique et illustré remplacé par Bien-être en 1993.
- ésotérisme (1968)
- « Mars & Vénus »

#### Humour
- « J’ai lu, j’ai ri » : créée en 1960.
- « Des bulles et des images »

#### Cinéma
- « J’ai lu cinéma » (24 titres parus entre 1988 et 1990 : Les grands films / Les grands acteurs / Les grands réalisateurs / Les grands genres)

#### Romance
Romance avec le label J'ai lu pour Elle :

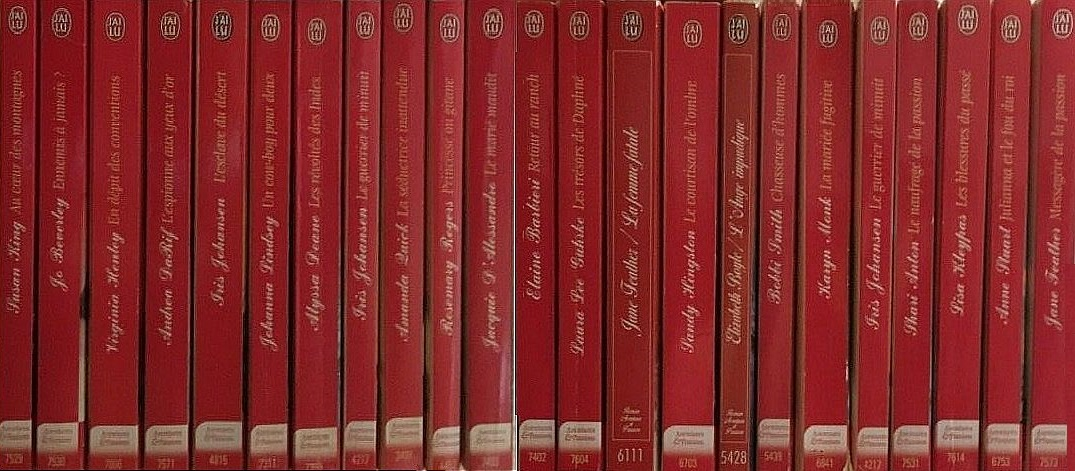
Quelques volumes de la collection Aventures et Passions.

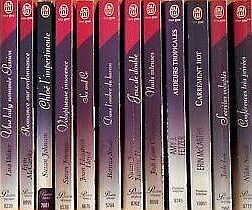
Quelques romances historiques érotiques de l'ancienne collection Passion Intense.

- « Aventures et Passions » : romance historique.
- Plusieurs collections de romances contemporaines, de romances érotiques
- « Nora Roberts », « Barbara Cartland » : le premier titre paru en France chez J'ai lu, Les Belles Amazones, est tiré à 60 000 exemplaires en 1977 et sera épuisé en l'espace de trois mois.

#### Bande-dessinée et manga
J’ai lu-BD est créée en 1986 et s'arrête en 1996. En tout, 291 titres seront publiés et plus de six millions d’exemplaires seront vendus[réf. nécessaire]. Shūeisha débute en 1996 et se termine en avril 2006.

#### Policier & Thriller
La collection « J’ai lu Policier » comprend plus de 100 auteurs français et étrangers publiés et propose toutes les nuances du noir, du thriller psychologique au policier historique.

## Identité visuelle

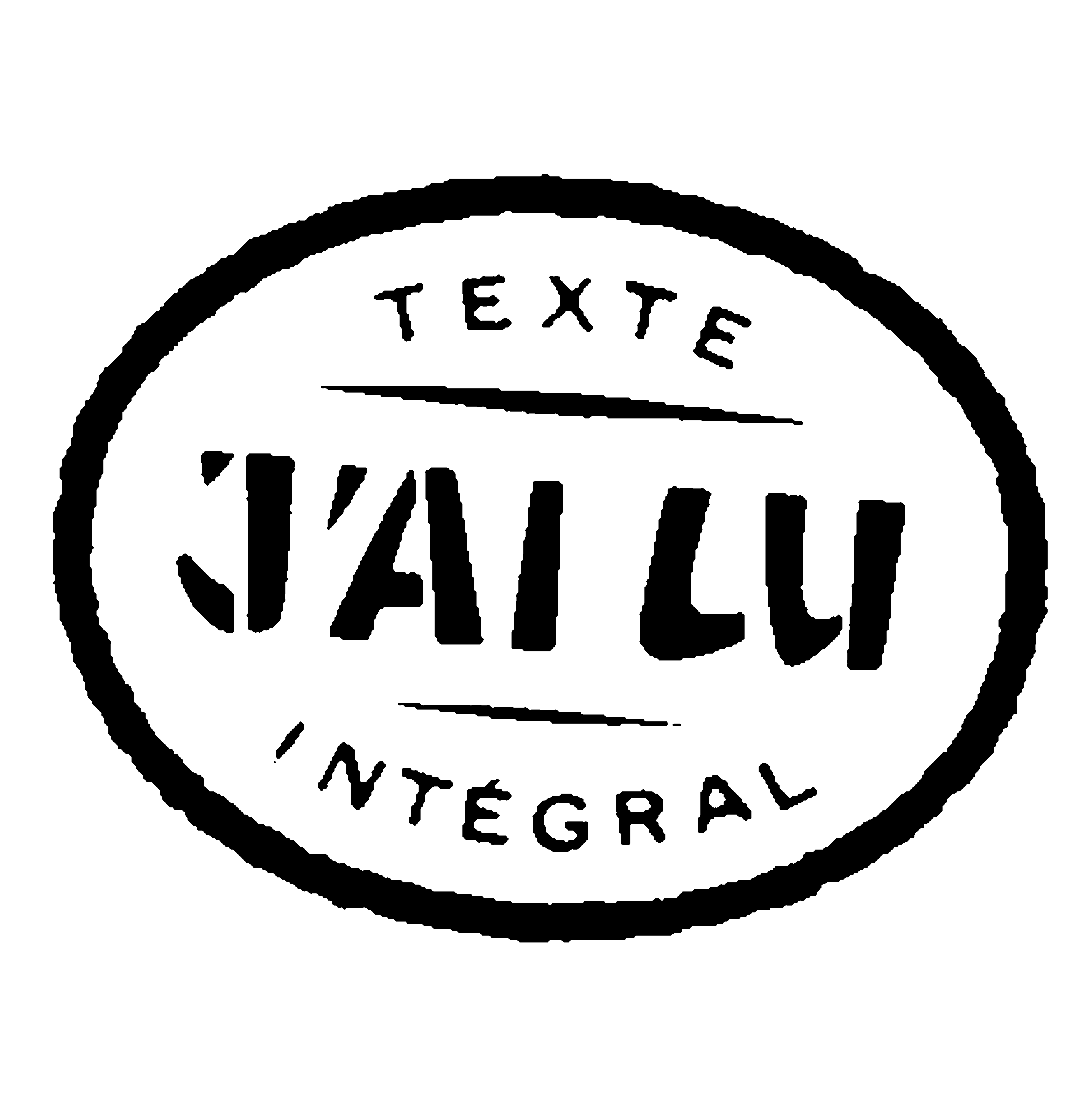
1958
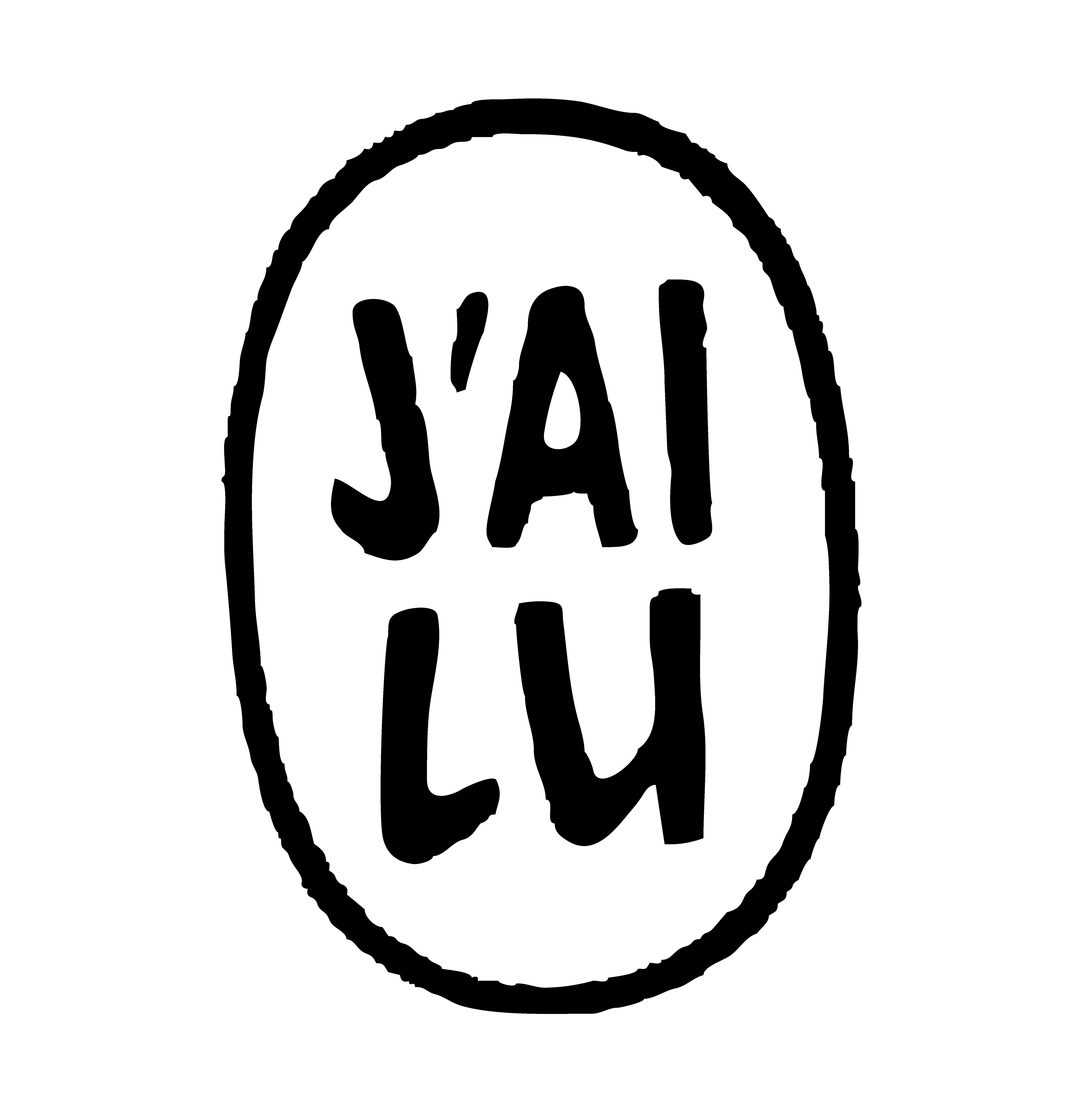
1971
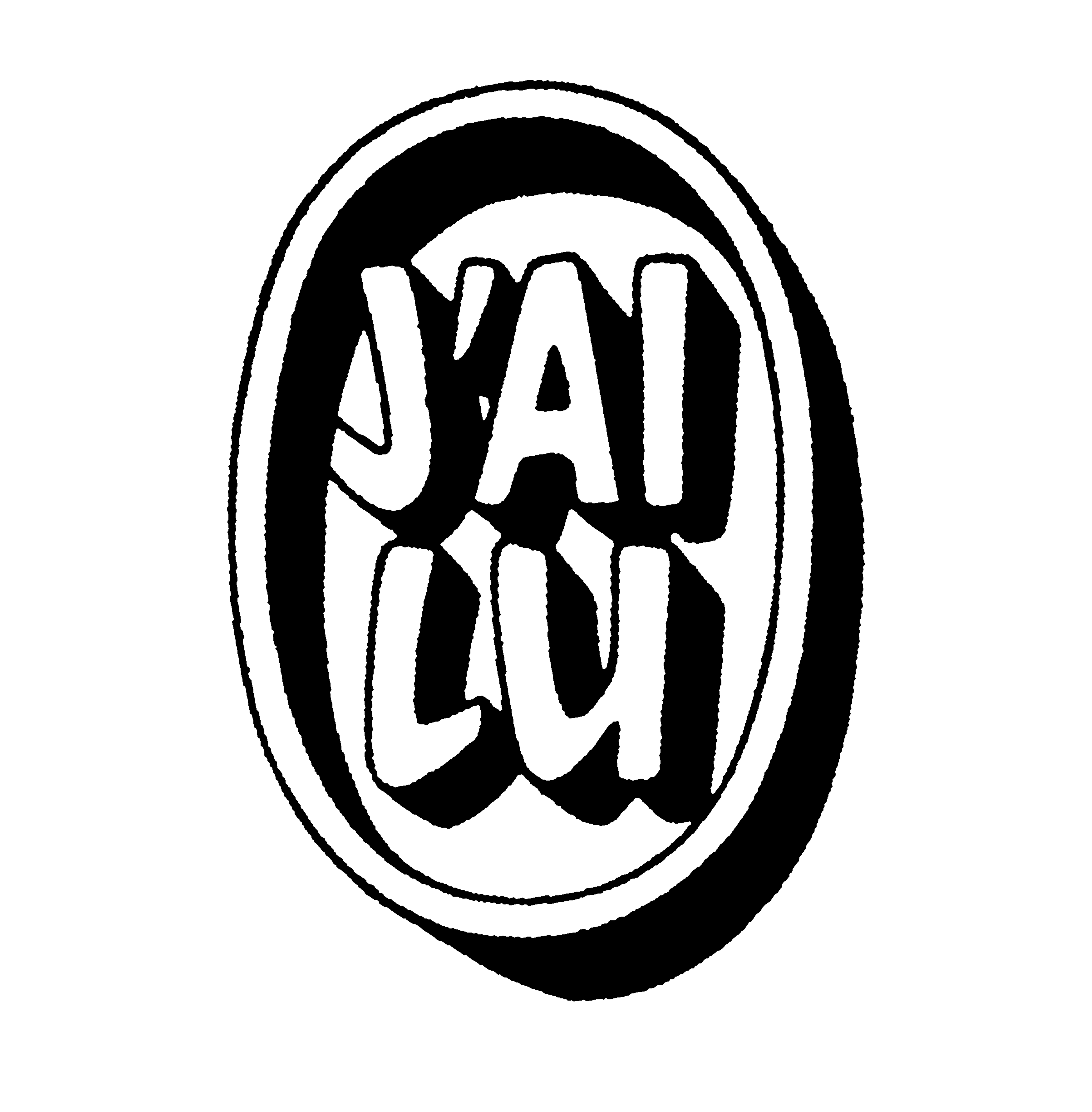
1973
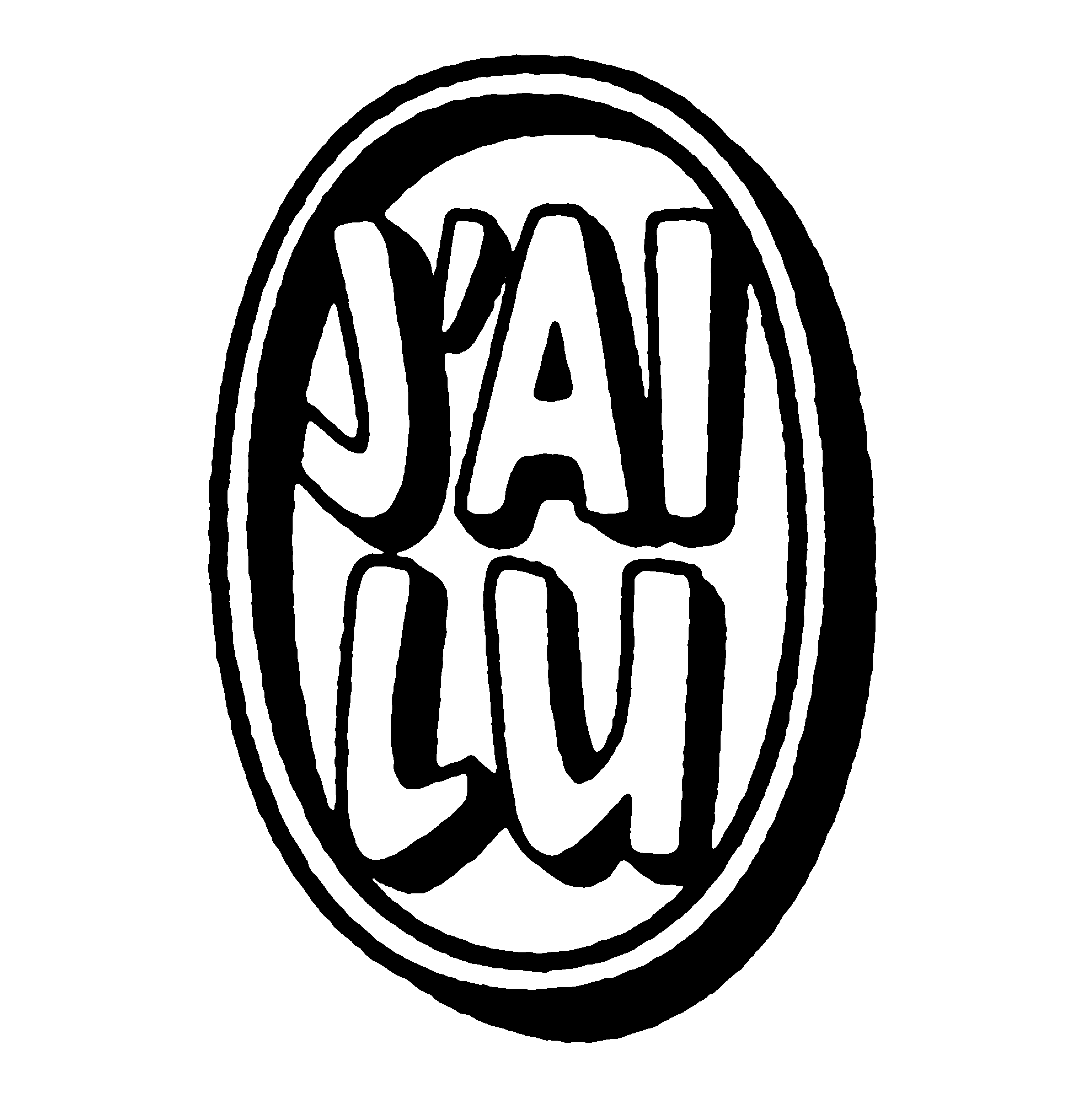
1989
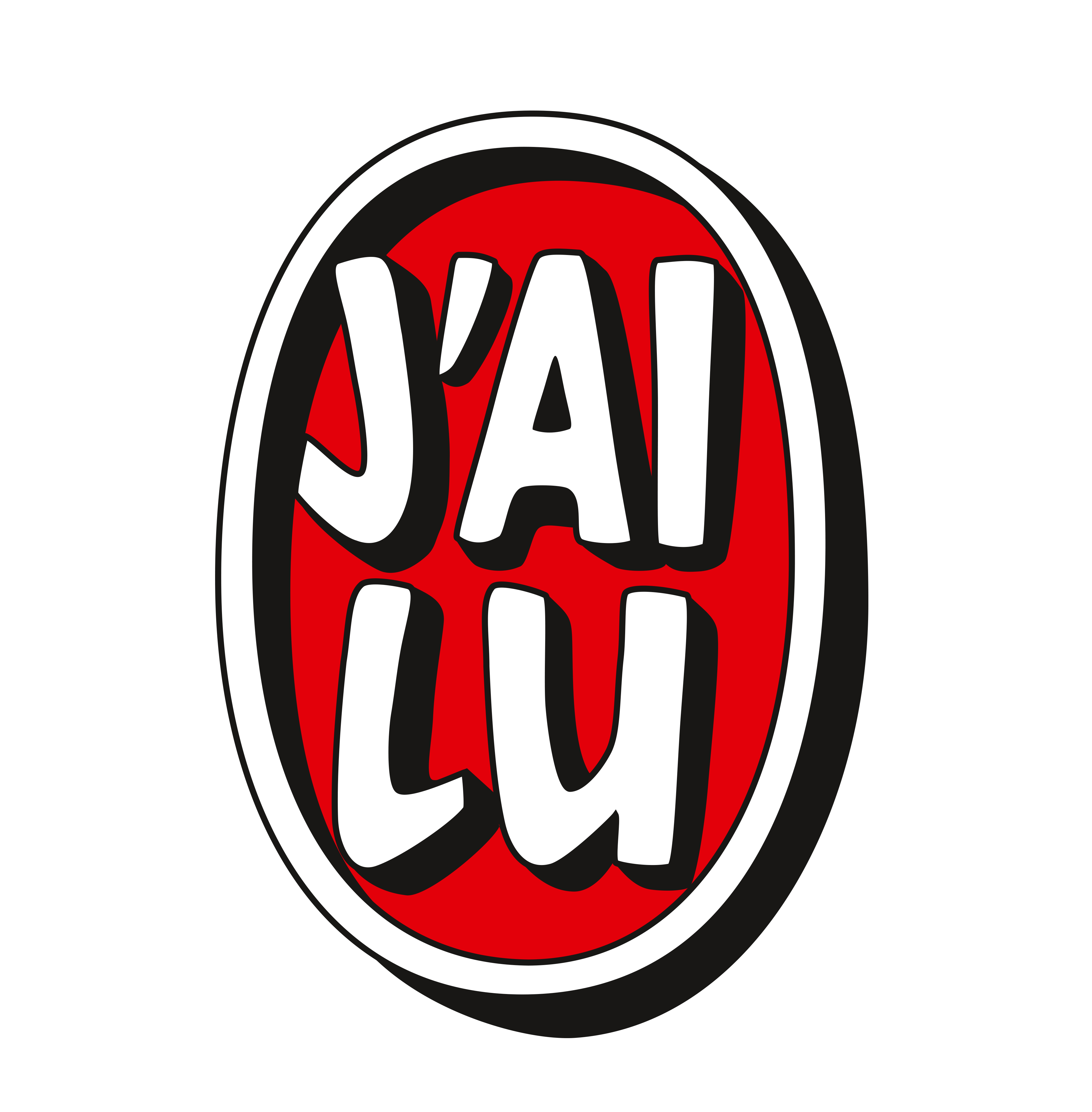
1996
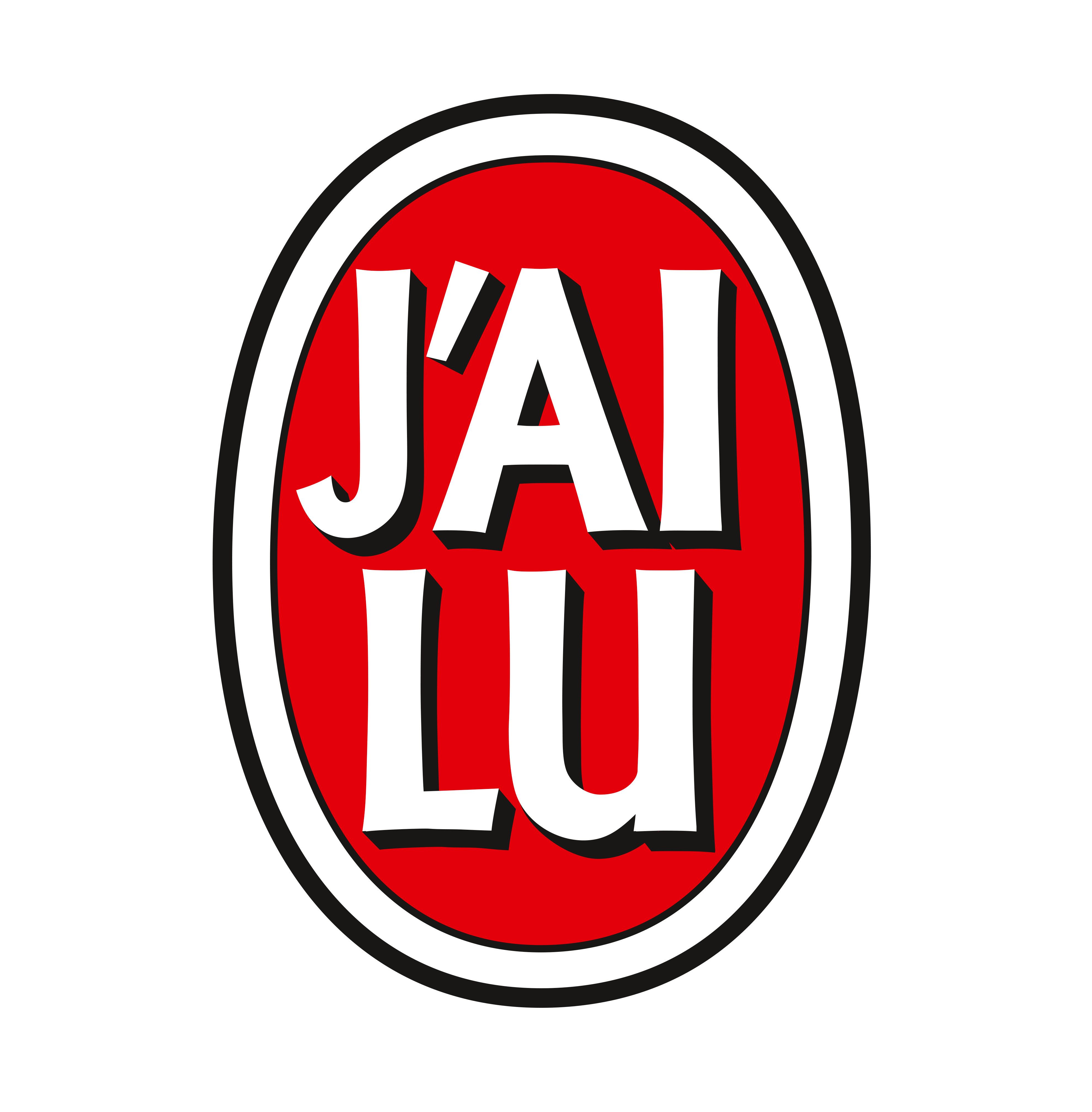
2003
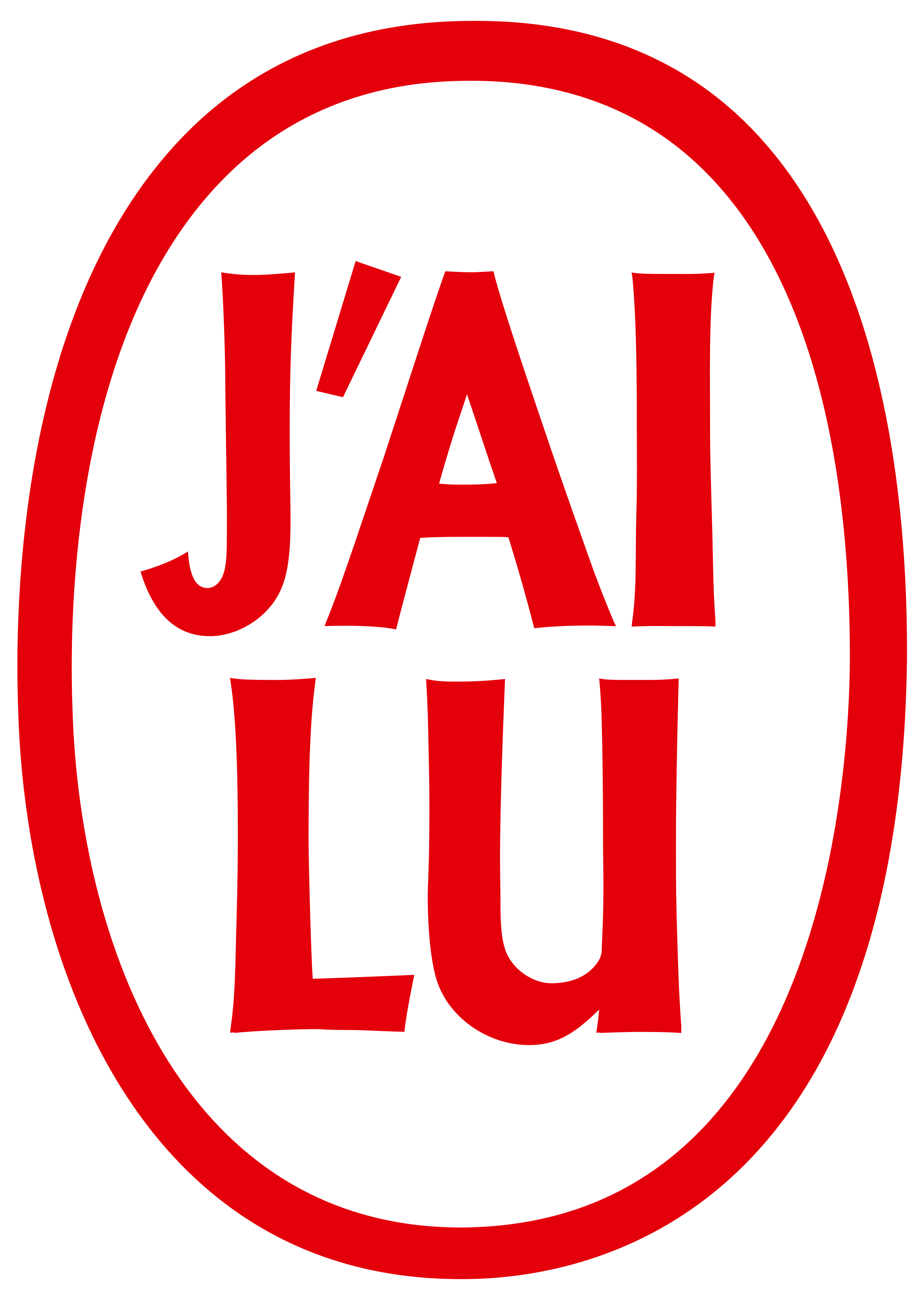
2016